# جون ووكر دانا
جون ووكر دانا(بالإنجليزية: John W. Dana)‏ وهو سياسي ودبلوماسي أمريكي ينتمي إلى (الحزب الديمقراطي) كان حاكم ولاية مين رقم 19 ورقم 21 ولد جون ووكر دانا في 21 يونيو - حزيران من سنة 1808 في ولاية مين. في سنة 1841 أصبح دانا عضوا في مجلس نواب ولاية مين وخدم دانا في مجلس نواب الولاية إلى سنة 1842. وخدم دانا كذلك في مجلس شيوخ الولاية من سنة 1843 إلى سنة 1844. في 3 كانون الثاني من سنة 1844 أصبح جون ووكر دانا حاكما على ولاية مين بالوكالة بعد استقالة الحاكم ديفيد دان من منصبه كحاكم على الولاية وقد شغل دانا المنصب للفترة المتبقية من ذلك اليوم قبل أن يصبح هيو ج. أندرسون حاكم ولاية مين في نفس اليوم. أصبح جون ووكر دانا حاكم على ولاية مين للمرة الثانية في جياته السياسية في سنة 1847 زقد شغل دانا منصب الحاكم إلى سنة 1850. شغل جون ووكر دانا منصب وزير الولايات المتحدة لشؤون بوليفيا ما بين عامي 1853 إلى عام 1859. لم يوفق دانا في إعادة انتخابه للمرة الثانية لمنصب حاكم ولاية مين في سنة 1861. هاجر بعدها دانا إلى الأرجنتين وتوفي هناك في 22 ديسمبر - كانون الاول من سنة 1867.